# ASP Air Strike Patrol
ASP Air Strike Patrol, även känt som Desert Fighter i Europa och Desert Fighter: Suna no Arashi Sakusen (デザートファイター：砂の嵐作戦?) i Japan) är ett shoot 'em up-spel utvecklat av Opus och utgivet av SETA och System 3 till SNES.
Handlingen är inspirerad av Gulfkriget. Spelaren antar rollen som, och skall hindra "Zarak" från att angripa "Sweit".

### Fotnoter
1. ↑  ”Super NES Games” (på engelska). Nintendo of America. Arkiverad från originalet den 19 juni 2004. https://web.archive.org/web/20040619230711/http://www.nintendo.com/doc/snes_games.pdf. Läst 1 maj 2014.